# 지탄역
지탄역(Jitan station, 池灘驛)은 충청북도 옥천군 이원면 지탄리에 있는 경부선의 철도역이다.
여객 수요가 감소하면서 2007년 6월에 여객 취급이 중지되었지만, 주변의 지탄리 주민과 영동군 심천면 주민들이 불편을 호소하여 여객 취급을 재개한 철도역이다. 옥천군에서 한국철도공사와 협의하여 여객열차 정차에 필요한 가드레일 등 안전 시설과 무선방송 설비, 역 운영에 필요한 전기료 등 비용 일체를 옥천군이 부담하기로 합의하였고, 무인 간이역으로 운영하는 조건으로 여객 취급을 재개했다.
2020년 7월 기준 무궁화호가 상·하행 1회씩 정차하고 있다. 다만 이 역에는 상행과 하행 모두 서울역을 오고가는 직통 열차가 없어서, 대전역 등지에서 환승해야 한다. 상행은 각계역처럼 아침에 충북종단열차 1편성만 정차하고, 하행은 대전발 부산행 무궁화호 1편성만 정차한다.
약간의 고도차이가 있지만, 지탄역 승강장에서 경부고속선이 나란히 놓여 있는 것을 볼 수 있다.

## 승강장
- 승강장 번호는 없다. 기존 경부선과 고도차이가 있지만, 상행 승강장 뒤편으로 경부고속선이 나란히 놓여 있어서 지탄역 승강장에서는 KTX 열차가 지나가는 것을 바로 볼 수 있다.

| ↑ 이원 |
| \| 하  |
| 심천 ↓ |

| 상행 (반대편)  | 충북선 | 대전 · 조치원 · 청주 · 충주 · 제천 · 영주 방면 |
| 하행 (역사 측) | 경부선 | 김천 · 구미 · 대구 · 동대구 · 부산방면         |

## 역 주변
역 서쪽으로 금강이 지나간다. 아래로는 경부고속선이 지나간다.

## 역사
- 1960년 5월 16일 : 무배치간이역으로 영업 개시[1]
- 1965년 12월 1일 : 배치간이역으로 변경[2]
- 1972년 7월 20일 : 무배치간이역으로 격하
- 1977년 7월 24일 : 지탄역 열차 추돌 사고 발생
- 2007년 6월 1일 : 여객 취급 중지
- 2009년 5월 1일 : 옥천군과 협의 하에 여객 취급 재개[3]
- 2012년 8월 5일 : 일본 와카사 철도(ja) 하야부사 역(ja)과 자매결연을 체결[4]
- 2014년 5월 1일 : 충북종단열차 운행 개시

## 인접한 역
| 경부선         | 경부선                 | 경부선         |
| -------------- | ---------------------- | -------------- |
| 이원 영주 방면 | 무궁화호 경부선 충북선 | 심천 부산 방면 |